# Henk Vogels
Henk Vogels (Perth, 1973. július 31. –) ausztrál országúti kerékpáros. 1995 és 2007 között tartó profi pályafutása alatt több neves körversenyen szerzett szakaszgyőzelmet. 1999-ben megnyerte az ausztrál országúti bajnokságot.
2008-ban visszavonult a versenyzéstől.

## Főbb sikerei
1995 - Novell
Herald Sun Tour - 1 szakaszgyőzelem
1996 - Rabobank
Tour de l'Avenir - 1 szakaszgyőzelem
Wien-Rabenstein-Gresten-Wien - 1 szakaszgyőzelem
1997 - GAN
Duo Normand - 1.
Párizs-Tours - 3.
1999 - Crédit Agricole
 Ausztrál országúti bajnok
2000 - Mercury
First Union USPRO Championships - 1.
Clásica Internacional de Alcobendas - 1.
Zomergem-Adinkerke - 1.
Vuelta a Asturias - 1 szakaszgyőzelem
Vuelta a La Rioja - 1 szakaszgyőzelem
Herald Sun Tour - 1 szakaszgyőzelem
2001 - Mercury
Grand Prix Cycliste de Beauce - 1.
Herald Sun Tour - 2 szakaszgyőzelem
2002 - Mercury
Grand Prix Cycliste de Beauce - 1 szakaszgyőzelem
Herald Sun Tour - 1 szakaszgyőzelem
2003 - Navigators Cycling Team
Tour of Georgia - 1 szakaszgyőzelem
Gent-Wevelgem - 2.

## Külső hivatkozások
- Profilja a velobios.com honlapon